# Elisabeth Drewes Kofoed
Elisabeth Drewes Kofoed, née le 24 avril 1877 à Frederiksberg, Danemark et morte le 9 octobre 1948 à Gentofte est une peintre sur porcelaine danoise. Elle travaille à la manufacture de porcelaine Bing & Grøndahl de 1895 à 1912 et participe à l'Exposition universelle de 1900. Ses peintures sont souvent constituées de fleurs stylisées, dans l'esprit Art nouveau.

## Biographie

### Jeunesse et formation
Elisabeth Vilhelmine Drewes est née le 24 avril 1877 à Frederiksberg. Ses parents sont Albert Augustinus Heinrich Drewes, polisseur de bois, puis architecte, constructeur, et Marie Sophie Christine Ostemann. Elle fréquente l'école de dessin et de peinture pour femmes de Copenhague (Tegne- og Kunstindustriskolen for Kvinder), dirigée par les deux peintres et militantes des droits des femmes Emilie Mundt et Marie Luplau. 
Le 22 décembre 1903, elle épouse l'artiste et peintre sur porcelaine Hans Kofoed, qu'elle rencontre à la manufacture de porcelaine Bing & Grøndahl où ils travaillent tous les deux,. Le 12 octobre 1910, elle se remarie à Copenhague avec Johannes Axel Schmith, ingénieur civil.

### Œuvre artistique
Elisabeth Drewes Kofoed travaille à la manufacture de porcelaine Bing & Grøndahl comme artiste et peintre sous glaçure de 1895 à 1912, notamment sous la direction de Jens Ferdinand Willumsen.   
Elle réalise des peintures à base de motifs végétaux, influencées par l'Art nouveau, sur de petits vases blancs avec une étroite couche de métal autour de la base et de l'embouchure. Elle représente des feuilles de châtaignier, des champignons ou des fleurs de magnolia. Après 1903, elle décore ses porcelaines avec de fins fils métalliques, souvent d'argent ou d'or, et de subtiles et délicates peintures en relief, qu'elle exécute également en or,,. 

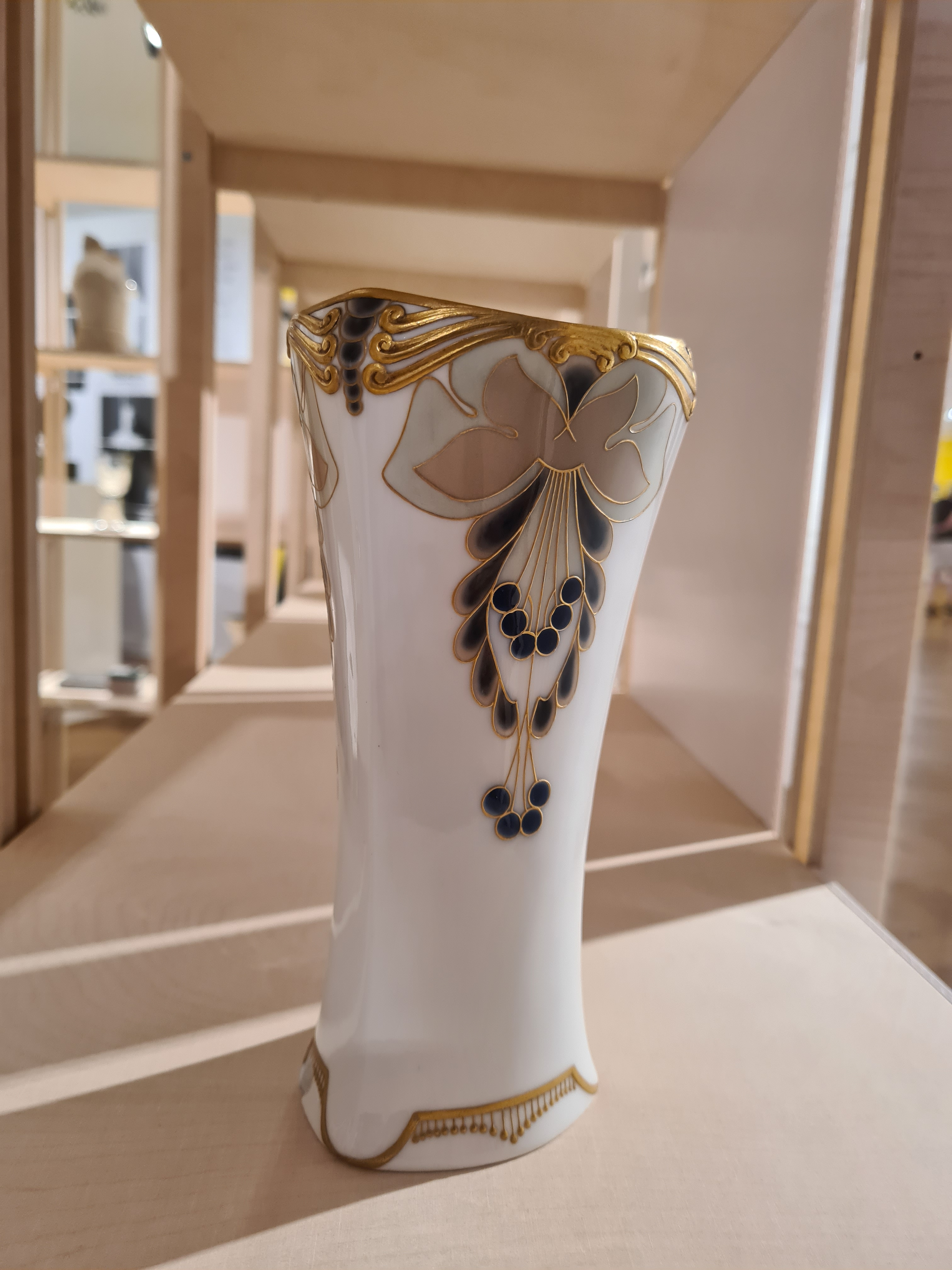
Vase, Elisabeth Drewes Kofoed. Peinture sous glaçure et émail ainsi que fils dorés et peinture en relief dorée

Elisabeth Drewes Kofoed peint surtout des vases en exemplaires uniques. Son grand vase à motif de fleurs de magnolia, de 1898, est présenté à l'Exposition universelle de 1900 à Paris.
L'œuvre d'Elisabeth Drewes Kofoed est liée au succès de la porcelaine danoise au tournant du siècle et, notamment, du succès de la manufacture Bing & Grøndahl. Par exemple, Julius Meyer-Graefe s’enthousiasme pour la porcelaine danoise à l’Exposition universelle de Paris et témoigne du « brillant succès » et de « l’hégémonie au Danemark » de Bing & Grøndahl. En 1906, la revue française La Chronique des Arts et de la Curiosité décrit le travail d'Elisabeth Drewes Kofoed  chez Bing & Grøndahln comme ayant un « charme inattendu ».
Les œuvres d'Elisabeth Drewes Kofoed font partie des collections de plusieurs musées : Designmuseum Danmark, Kaiser Wilhelm Museum de Krefeld, Musée national (Oslo), Clay Keramik Museum Danmark et Musée Bröhan de Berlin,. Elles se trouvent également dans les salles de vente et galeries.

## Expositions
- 1900 : Kunstindustrimuseet, Copenhague[9]
- 1904 : Kunstnernes Efterårsudstilling, Copenhague[9],[1]
- 1968 : Mutual Influences between Japanese and Western Art, Musée national d'art moderne, Tokyo[1]
- 1920 : Kvindelige Kunstneres retrospektive Udstilling, Copenhague[1],[10]
- 2016 : Japanomania i Norden 1875 –1918, Nasjonalmuseet Oslo[11]
- 2022 : Ansehen! Kunst und Design von Frauen 1880-1940, Musée Bröhan de Berlin[12]